# 哈珀角
哈珀角（英語：Harper Point），是南極洲的海岬，位於南桑威奇群島的桑德斯島北端，在1930年由英國研究隊繪入地圖，該海岬現時由英國海外領土管轄。